# HRD Antuérpia
O Hoge Raad voor Diamant Antwerpen (HRD Antwerpen ) ou Alto Conselho para o Diamante de Antuérpia fundado em 1973 é a organização que representa o sector do diamante da Bélgica. Nele estão representados importadores, comerciantes de diamantes em bruto, comerciantes de diamantes polidos e industriais de polimento de diamantes.
O objectivo desta organização é organizar os esforços dos vários agentes do sector de modo a promover Antuérpia como  centro mundial de diamantes a nível internacional.
Dentre os serviços prestados por esta organização, destacam-se os certificados de diamante, o registro e controle alfandegário de todos os diamantes importados e exportados pela Bélgica e a formação de avaliadores de diamantes.